# سفر به بی‌باک
سفر به بی‌باک (به انگلیسی: Journey to Fearless) یک فیلم کنسرت مستند سه قسمتی است که توسط هاب از ۲۲ تا ۲۴ اکتبر ۲۰۱۰ با نقش آفرینی خواننده و ترانه‌سرای آمریکایی تیلور سوئیفت پخش می‌شد. نسخه کامل ۱۳۵ دقیقه‌ای توسط کارخانه فریاد! به صورت دی‌وی‌وی و بلو-ری در ۱۱ اکتبر ۲۰۱۱ منتشر شد. سفر به بی‌باک مجموعاً ۱۰۶٬۰۰۰ بازدید داشت.

## اجراها

### بخش ۱
۱. «تو مال منی»

۲. «تیم مک‌گرا»

۳. «پانزده»

۴. «اشک‌ها بر روی گیتارم»

۵. «آهنگ ما»

### بخش ۲
۶. «امروز یک داستان پریان بود»

۷. «داستان عشق»

۸. «هی استفان»

۹. «به من بگو چرا»

۱۰. «بهترین روز»

### بخش ۳
۱۱. «بی‌باک»

۱۲. «تا ابد و همیشه»

۱۳. «تصویر سوزاندنی»

۱۴. «باید نه می‌گفتی»